# ليون كليمنت لي فورت
ليون كليمنت لي فورت (بالفرنسية: Léon Clément Le Fort)‏ هو طبيب وجراح فرنسي، ولد في 5 ديسمبر 1829 في مدينة ليل في فرنسا، وتوفي في 19 أكتوبر 1893.